# The Name of This Band Is Talking Heads
The Name of This Band Is Talking Heads es un doble álbum en vivo de la banda de rock estadounidense Talking Heads, lanzado originalmente en 1982. El primer disco presentó el cuarteto original en las grabaciones de 1977 y 1979, y el segundo disco de la línea de diez piezas ampliada que viajó en 1980 Y 1981. El álbum contiene versiones en vivo de las canciones que aparecen en sus primeros cuatro álbumes del estudio, Talking Heads: 77, More Songs About Buildings And Food, Fear of Music, y Remain in Light. La edición de casete del álbum incluyó "Cities" como una pista extra no incluida en la edición de vinilo - esta canción ha sido incluida en los lanzamientos posteriores del CD.

## Lista de canciones
Lado A

| N.º | Título                             | Duración |  |
| 1.  | «New Feeling»                      | 3:10     |  |
| 2.  | «A Clean Break»                    | 4:57     |  |
| 3.  | «Don't Worry About the Government» | 3:08     |  |
| 4.  | «Pulled Up»                        | 4:08     |  |
| 5.  | «Psycho Killer»                    | 5:27     |  |

Lado B

| N.º | Título                    | Duración |  |
| 6.  | «Artist Only»             | 3:48     |  |
| 7.  | «Stay Hungry»             | 4:00     |  |
| 8.  | «Air»                     | 4:09     |  |
| 9.  | «Love → Building on Fire» | 3:36     |  |
| 10. | «Memories (Can't Wait)»   | 3:58     |  |

Lado C

| N.º | Título                | Duración |  |
| 11. | «I Zimbra»            | 3:33     |  |
| 12. | «Drugs»               | 4:47     |  |
| 13. | «Houses in Motion»    | 7:00     |  |
| 14. | «Life During Wartime» | 5:03     |  |

Lado D

| N.º | Título                   | Duración |  |
| 15. | «The Great Curve»        | 6:58     |  |
| 16. | «Crosseyed and Painless» | 7:05     |  |
| 17. | «Take Me to the River»   | 6:43     |  |

## Personal
- David Byrne - voz, guitarra
- Jerry Harrison - guitarra, piano, teclados, acompañamiento vocal
- Tina Weymouth - bajo, percusión, acompañamiento vocal
- Chris Frantz - batería

### Músicos adicionales
- Adrian Belew – guitarra, acompañamiento vocal
- Nona Hendryx – acompañamiento vocal
- Busta "Cherry" Jones – bajo, guitarra
- Dolette McDonald – percusión, acompañamiento vocal
- Steve Scales – conga
- Bernie Worrell – teclados, acompañamiento vocal
- Jose Rossy – percusión

### Producción
- Talking Heads – producción, asistentes de mezcla
- David Hewett – ingeniería de sonido
- Kooster McAllister – ingeniería
- Rod O'Brien – ingeniería
- Katshuiko Sato – engineer
- Brian Eno – ingeniería adicional
- Ed Stasium – mezcla
- Butch Jones – asistente de mezcla
- Clive Brinkwood – masterización
- Greg Calbi – masterización
- Jeff Shaw – masterización

### Personal de la reedición
- Gary Stewart – producción
- Andy Zax – producción
- Dave Artale – mezcla
- Ken Rasek – mezcla
- Bob Ludwig – re-masterización

- Datos: Q924807